# Aina Montaner Rotger
Aina Montaner Rotger (Palma, 1944 - 10 de maig de 2004) és una filòloga mallorquina, que fou Premi Ramon Llull l'any 2004.

## Biografia
El 1966 es llicencià en filologia clàssica a la Universitat de Barcelona. Començà la seva vida professional com a professora de llengua espanyola i llatí a Barcelona, que feu simulània amb el compromís politic, com a membre del comitè provincial del Partit Comunista i com a militant del PSUC. El 1971 tornà a Mallorca i va intervenir en la nova estructuració de la Llibreria Tous a Palma, centre innovador, que va esdevenir un lloc de trobada del col·lectiu intel·lectual i artístic de l'illa.
El 1976 participà en el Congrés de Cultura Catalana i prengué part en l'elaboració de diverses ponències en l'àmbit de la llengua catalana. Aquest mateix any, va reprendre la tasca docent a l'institut Antoni Maura de Palma. Durant l'any 1978 va ser col·laboradora del programa Giravolt, emès en català per TV2 des dels antics estudis Miramar de Barcelona. Des de 1978 fins al 2004 va treballar a l'Administració de la comunitat autònoma de les Illes Balears en tasques d'assessorament lingüístic, tot ocupant el càrrec de cap del Servei d'Assessorament Lingüístic i Documentació de la Vicepresidència i Conselleria de Relacions Institucionals.
Durant aquests anys, ha simultaniejat aquesta feina amb l'ensenyament de la llengua catalana a l'Institut Balear d'Administració Pública (IBAP). Cal destacar la seva feina com a traductora del castellà al català de texts legislatius i la labor a favor de la divulgació i la modernització del llenguatge administratiu, com també a favor de la redacció de documents administratius per aconseguir-ne la llegibilitat. És la responsable de la versió definitiva de l'Estatut d'Autonomia de les Illes Balears.
El 2004 va rebre el Premi Ramon Llull per la seva trajectòria de servei a l'Administració autonòmica des que fou instaurada, a la qual va fer contribucions decisives i fonamentals en el camp de l'assessoria lingüística.

## Obres
- Legislació preautonòmica bàsica de les Balears (1982)[3]
- Estatut d'autonomia de les Illes Balears: text refós i anotat d'acord amb la reforma de 1999.[4]
- Recomanacions sobre la redacció, en català, de disposicions generals i d'actes administratius (2000, amb Joana Maria Munar Oliver)[5]